# História de Aveiro
No documento de doação testamentária efectuada pela condessa Mumadona Dias, ao mosteiro de Guimarães em 26 de Janeiro de 959, consta a referência a "Suis terras in Alauario et Salinas", sendo esta a mais antiga forma que se conhece do topónimo Aveiro.
No século XIII, Aveiro foi elevada à categoria de vila, desenvolvendo-se a povoação à volta da igreja principal, consagrada a S. Miguel e situada onde é, hoje, a Praça da República, vindo esse templo a ser demolido em 1835.

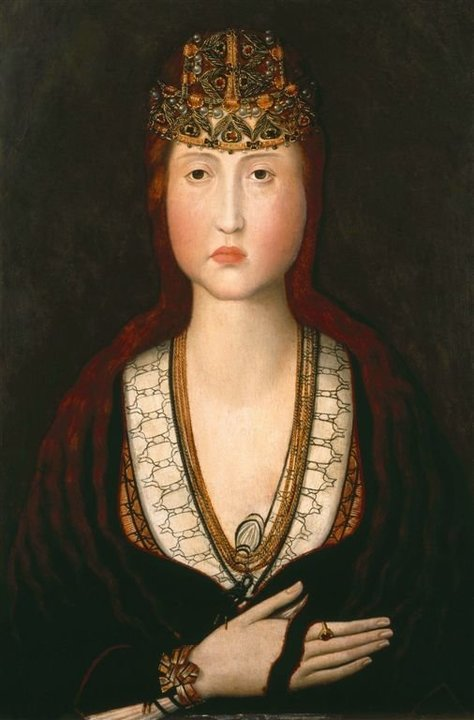
Infanta D. Joana de Portugal

Mais tarde, D. João I, a conselho de seu filho, Infante D. Pedro, que, na altura, era donatário de Aveiro, mandou rodeá-la de muralhas que, já no século XIX, foram demolidas, sendo parte das pedras utilizada na construção dos molhes da barra nova.
Em 1434, D. Duarte concedeu à vila privilégio de realizar uma feira franca anual que chegou aos nossos dias e é conhecida por Feira de Março.
Em 1472, a filha de D. Afonso V, Infanta D. Joana, entrou no Convento de Jesus, onde viria a falecer, em 12 de Maio de 1490, efeméride recordada actualmente, no feriado municipal.
O primeiro foral conhecido de Aveiro é manuelino e data de 4 de Agosto de 1515, constando do Livro de Leituras Novas de Forais da Estremadura.
A magnífica situação geográfica propiciou de Aveiro, desde muito cedo, a fixação da população, sendo a salinagem, as pescas e o comércio marítimo factores determinantes de desenvolvimento.
Em finais do século XVI, princípios do XVII, a instabilidade da vital comunicação entre a Ria e o mar levou ao fecho do canal, impedindo a utilização do porto (veja Porto de Aveiro) e criando condições de insalubridade, provocadas pela estagnação das águas da laguna, causas estas que provocaram uma grande diminuição do número de habitantes - muitos dos quais emigraram, criando póvoas piscatórias ao longo da costa portuguesa - e, consequentemente, estiveram na base de uma grande crise económica e social. Foi, porém e curiosamente, nesta fase de recessão que se construiu, em plena dominação filípina, um dos mais notáveis templos aveirenses: a igreja da Misericórdia.

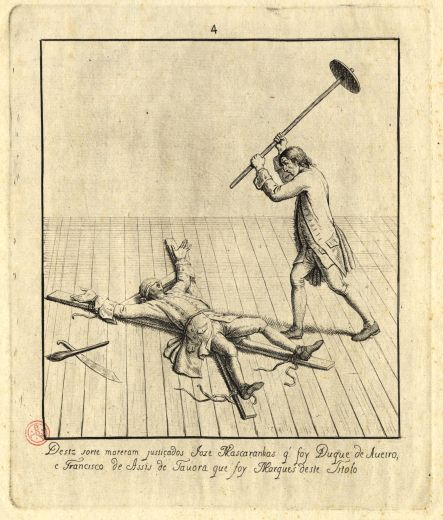
Execução do Duque de Aveiro.

Em 1759, D. José I elevou Aveiro a cidade, poucos meses depois de ter sido condenado por traição, ao cadafalso, o seu último duque, título criado em 1547 por D. João III.

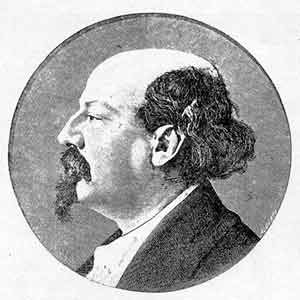
José Estêvão

Em 1774, a pedido de D. José, o papa Clemente XIV instituiu a Diocese de Aveiro.
No século XIX, destaca-se a activa participação de aveirenses nas Lutas Liberais e a personalidade de José Estêvão Coelho de Magalhães, parlamentar que desempenhou um papel determinante no que respeita à fixação da actual barra e no desenvolvimento dos transportes, muito especialmente, a passagem da linha de caminho de ferro Lisboa-Porto, obras estas de capital importância para o desenvolvimento da cidade, permitindo-lhe ocupar, hoje em dia lugar de topo no contexto económico nacional." 
Em meados do século XX, Aveiro foi um dos principais portos envolvidos na pesca do bacalhau durante o Estado Novo.